# Juškonys
Juškonys ist ein Ort im Amtsbezirk Žeimiai der Rajongemeinde Jonava im Bezirk Kaunas (Litauen). Das Dorf liegt an der Fernstraße KK232 (Vilijampolė–Žeimiai–Šėta), sieben Kilometer nördlich vom Städtchen Žeimiai, fünf Kilometer von Šėta. Juškonys ist das Zentrum des gleichnamigen Unteramtsbezirks. Im Dorf gibt es eine Bibliothek, ein Postamt und ein Kulturzentrum.

## Geschichte
1923 lebten 178 Einwohner. Von 1950 bis 1992 war Juškonys eine zentrale Kolchos-Siedlung des Rajons Jonava in Sowjetlitauen. In der Sowjetzeit wurden die kulturellen Einrichtungen (wie Bibliothek und Kulturzentrum) gebaut. Seit  1995 gehört das Dorf dem Amtsbezirk Žeimiai. 2011 lebten 385 Einwohner.

## Grundschule
1922 wurde die Grundschule beim Bauern J. Petrusevičius (Atkočius) errichtet. Ab 1924 wurden die Räume beim Bauern Jonas Petrauskas (Bitininkas) gemietet. Von 1925 bis 1929 lernten etwa 40–50 Schüler. 1970 wurde die Grundschule Juškonys geschlossen und 1989 wieder geöffnet. Im September 2005 wurde sie als eine selbständige Schule (juristische Person) aus dem Register ausregistriert. Seit 2007 gibt es die Abteilung Juškonys der Grundschule Jonava.